# No One Can
No One Can is een lied dat Marillion opnamen voor hun studioalbum Holidays in Eden.

Het is een eenvoudig liefdesliedje met een tekst van Steve Hogarth (die de meeste teksten schreef) en muziek van Marillion: 
No one can take you away from me now
Het nummer was bij de totstandkoming een van het album die voorbestemd waren als promotiesingle ter ondersteuning van het album. Het platenlabel EMI Music had er bij Marillion op aangedrongen een iets commerciëler geluid te nemen, zodat de verkoop van het album gestimuleerd werd. Volgens het platenlabel kon dat wel een miljoen exemplaren schelen, terugkijken op het effect van Kayleigh op de verkopen van Misplaced Childhood. Ook muziekproducent Christopher Neil hield zich min of meer aan die opdracht; alle overbodigheid, die de band voorstelde, haalde hij overigens zonder al te veel bezwaren van de band weer weg. De eerste single Cover My Eyes (Pain and Heaven), ook één van de drie, had dat effect echter niet. 
No One Can werd in voorzomer 1991 als single op de markt gebracht met B-kant A Collection.
Bij een heruitgifte van het album in 2022 constateerde Marillion dat er iets mis was gegaan in de communicatie. No One Can werd al snel op de Britse radio gedraaid waardoor EMI dacht dat de verkopen wel vanzelf zouden gaan. EMI verlegde hun aandacht naar een single van Vanilla Ice (I Love You). Toen EMI zag dat de verkoop niet vanzelf ging probeerde het alsnog de verkoop te stimuleren, maar volgens de band in 2022 was het momentum al voorbij. No One Can stond vier werken in de Britse lijst met een piek op 33. In 1992 kwam een nieuwe versie (met B-kant Cover My Eyes) op de markt, die het daar opnieuw vier weken uithield met een piek op 26. In Europa haalde het voor zover bekend geen van de hitlijsten.